# 叉線六線魚
叉線六線魚，為輻鰭魚綱鮋形目六線魚亞目六線魚科的其中一種，為溫帶海水魚，分布於北太平洋日本、鄂霍次克海至加拿大卑詩省海域，棲息深度0-200公尺，體長可達42公分，為底棲性魚類，棲息在岩石底質底層水域，生活習性不明，可作為食用魚及遊釣魚。